# 007 Legends
007 Legends là một tựa game thuộc thể loại bắn súng góc nhìn thứ nhất có nhân vật là điệp viên người Anh James Bond. Game do hãng Eurocom phát triển và được Activision phát hành cho hệ máy PlayStation 3 và Xbox 360 vào tháng 10 năm 2012, cho Microsoft Windows vào tháng 11 năm 2012 và cho Wii U vào tháng 12 năm 2012. Game có sẵn dưới dạng đĩa quang vật lý, cũng như bản tải về dạng kỹ thuật số thông qua PlayStation Network và Xbox Live Marketplace vào ngày phát hành, dù game này bị xóa khỏi tại tất cả các cửa hàng kỹ thuật số khác mà không có lời cảnh báo nào vào tháng 1 năm 2013. Phiên bản PAL Wii U của tựa game này được phát hành tại một số khu vực của châu Âu vào ngày 6 tháng 12 năm 2012, và ở Vương quốc Liên hiệp Anh vào ngày 21 tháng 12 năm 2012. Việc phát hành bị hủy bỏ ở Úc.
007 Legends được phát hành trùng với lễ kỷ niệm lần thứ 50 của dòng phim James Bond. Để làm được như vậy, phần chiến dịch chơi đơn gồm một màn chơi chứa từng thời đại đặc trưng của sáu diễn viên chính đóng vai James Bond trong dòng phim, gồm Goldfinger (Sean Connery đóng), On Her Majesty's Secret Service (George Lazenby đóng), Moonraker (Roger Moore đóng), Licence to Kill (Timothy Dalton đóng) và Die Another Day (Pierce Brosnan đóng), với Skyfall (Daniel Craig đóng) được phát hành dưới dạng nội dung tải về dành cho hệ máy Xbox 360, PS3 và PC và được gộp luôn vào đĩa dành cho phiên bản Wii U. Ngoài ra, một số tài lẻ của điệp viên 007 ban đầu từ các bộ phim này đã bổ sung thêm nét đáng yêu và giọng nói cho các nhân vật liên quan đến dòng phim này.
Khi mới phát hành, 007 Legends nhận được đánh giá tiêu cực từ giới phê bình game, họ lên tiếng chỉ trích việc lựa chọn màn chơi theo nhiệm vụ trong game, lối chơi nhạt nhẽo và thiếu một câu chuyện mang tính bao quát; dù chế độ nhiều người chơi nhận được một số lời khen ngợi. Đây là tựa game James Bond thứ tư và cuối cùng được hãng Activision phát hành và là tựa game cuối cùng mà Eurocom phát triển trước khi công ty này ngừng hoạt động. 007 Legends vẫn là trò chơi thuộc dòng game James Bond cuối cùng trong 8 năm cho đến tháng 11 năm 2020, khi nhà sản xuất cho công bố một tựa game James Bond mới. Dưới sự phát triển của hãng IO Interactive, đã bước vào giai đoạn phát triển.

## Cốt truyện
Game mở màn bằng cảnh rượt đuổi mở đầu trong phim Skyfall, do điệp viên MI6 James Bond (trông giống Daniel Craig, Timothy Watson lồng tiếng) truy đuổi tay lính đánh thuê Patrice ở Istanbul, chỉ để vô tình bị bắn và bị thương trên chuyến tàu của đồng đội Eve Moneypenny (Naomie Harris). Lao xuống dòng sông bên dưới, Bond bắt đầu hồi tưởng lại một số nhiệm vụ trước đây của anh diễn ra giữa Quantum of Solace  và Skyfall.
Tại Miami, Bond tỉnh dậy trong một phòng khách sạn và phát hiện Jill Masterson đã chết vì ngạt thở dưới lớp da được phủ một lớp sơn vàng. Vài ngày sau ở Thụy Sĩ, Bond thâm nhập vào địa bàn của Auric Goldfinger (Timothy Watson, trông giống Gert Frobe), kẻ chịu trách nhiệm cho cái chết của Masterson. Anh ta phát hiện ra kế hoạch của Goldfinger hòng chiếu xạ Kho lưu trữ vàng của Mỹ tại Fort Knox, Kentucky trong Chiến dịch Grand Slam. Bond thuyết phục được phi công riêng của Goldfinger là Pussy Galore (trông giống Honor Blackman, Natasha Little lồng tiếng), thông báo cho CIA, và anh ta cùng Quân đội Mỹ cố gắng ngăn chặn âm mưu của Goldfinger trong thời gian ngắn.
Trên dãy núi Alps của Thụy Sĩ, Bond và cô tình nhân Contessa Teresa "Tracy" di Vicenzo (trông giống Diana Rigg, Nicola Walker lồng tiếng), con gái của tay trùm Unione Corse Marc-Ange Draco người Ý, trốn thoát bằng ván trượt tuyết sau cuộc tấn công của tay lính trơn Ernst Stavro Blofeld (Glenn Wrage), một kẻ chủ mưu khủng bố trú ngụ tại hang ổ trên đỉnh núi của hắn gọi là Piz Gloria. Một chiếc trực thăng võ trang làm Bond bị thương trong cuộc đọ súng, và đến lượt Tracy bị người của Blofeld bắt giữ. Một thời gian sau, Bond và Draco tiến hành một cuộc không kích nhắm vào Piz Gloria nhằm giải cứu Tracy. Họ đã thành công. Tuy nhiên, trong tuần trăng mật, Bond và Tracy bị Blofield tấn công nhưng để rồi Blofield phải bỏ mạng trong tay hai người.
Bond tìm thấy người bạn là điệp viên CIA Felix Leiter (Demetri Goritsas) bị nhốt trong nhà cùng với người vợ đã chết của anh ta. Kẻ chịu trách nhiệm trong vụ này chính là Franz Sanchez (trông giống Robert Davi, Rob David lồng tiếng), một trùm ma túy Mexico mà Bond và Leiter đã cố gắng hạ sát bất thành nhiều tuần trước đó. Trong một nhiệm vụ báo thù, Bond và đặc vụ DEA Pam Bouvier (Carey Lowell) đột nhập vào địa bàn của Sanchez bên trong một ngôi đền thờ cũ kỹ của người Otomi, với ý định giết anh ta. Một cuộc rượt đuổi bằng ô tô xảy ra ngay sau đó, Bond giết chết Sanchez bằng chiếc bật lửa mà Felix đưa cho mình khi Bond tìm thấy anh ta trên sàn nhà.
Tại Iceland, Bond và đặc vụ NSA Giacinta "Jinx" Johnson (Madalena Alberto) đến dự một bữa tiệc do tỷ phú kiêm nhà từ thiện Gustav Graves (Toby Stephens), tổ chức, người được cho là có liên quan đến vụ trộm các thành phần vệ tinh quân sự. Jinx phát hiện ra Zao (Jason Wong), đặc nhiệm Quân đội Nhân dân Triều Tiên đã giết hai đồng nghiệp của Jinx, và tin rằng anh ta có thể có dính líu vào vụ ám hại này. Họ biết rằng Graves có kế hoạch vũ khí hóa ICARUS, một vệ tinh dùng để phản chiếu ánh sáng mặt trời, nhằm tiêu diệt quân đội Hàn Quốc tại khu phi quân sự DMZ, mở đường cho một cuộc xâm lược miền Nam của Triều Tiên. Bond và Jinx tìm cách lên máy bay của Graves sau một cuộc rượt đuổi bằng ô tô kéo dài với chiếc Aston Martin DBS V12 của họ, giết chết Zao trong quá trình rượt đuổi. Cuộc đọ súng sau đó khiến máy bay lao xuống vực trong tình trạng tụt dốc không phanh, nhưng Bond đã giết được Graves và cùng Jinx trốn thoát.
Tại Brazil, Bond và Holly Goodhead (Jane Perry), một nhà khoa học NASA nhưng thức chất là đặc vụ CIA, quyết định thâm nhập vào khu phóng tên lửa của Hugo Drax (Michael Lonsdale), một nhà công nghiệp tỷ phú đã bắt đầu chương trình thám hiểm không gian riêng của mình. Họ nhanh chóng biết rằng Drax, một người theo thuyết tiến hóa xã hội, có ý định xóa sổ loài người trong khi tạo ra 'chủng tộc chủ nhân' mới của riêng mình từ các mẫu vật được lựa chọn cá nhân, tránh khỏi sự hủy diệt của Trái Đất thông qua vũ khí sinh học trên trạm vũ trụ riêng của Drax. Bond và Goodhead xoay sở thâm nhập vào trạm không gian này thông qua tàu con thoi và tiến hành phá hủy nó, giết chết Drax trong quá trình này bằng cách thổi bay anh ta ra khỏi chốt gió.
Quay trở lại hiện tại, Bond tỉnh lại trên bờ sông, bị thương nhưng may là còn sống. Một vài ngày sau, có người nhìn thấy Bond ở Thượng Hải đang bám gót theo dõi Patrice hòng ngăn chặn vụ ám sát một nhân vật không rõ danh tính, mà 007 đã thành công và đá Patrice văng khỏi một tòa nhà cho đến chết trước khi Bond có thể biết được danh tính của chủ nhân hắn ta. Sau khi hoàn thành bản báo cáo của mình với M (Judi Dench) qua một cuộc điện thoại, Bond được Bill Tanner (Rory Kinnear) thông báo rằng một nhiệm vụ khác đang chờ đợi mình.

## Lối chơi
Được dựng dựa trên engine từng đưa vào sử dụng cho các tựa game trước đây của Eurocom, GoldenEye 007: Reloaded năm 2011, 007 Legends chia sẻ phần lớn lối chơi giống nhau, mặc dù có một số bổ sung và sửa đổi đáng chú ý. Thay đổi đáng kể nhất là việc tập trung nhiều hơn vào lối chơi theo kiểu hành động lén lút, với việc AI của kẻ thù trở nên đáng ngờ và dễ điều tra hơn. Trong suốt phần chơi chiến dịch, người chơi sẽ thường xuyên phải đối mặt với các tình huống đòi hỏi phải hành động lén lút để vượt qua, mặc dù thường xuyên chạy và bắn cũng sẽ là một lựa chọn. Để bổ sung cho các tình huống hành động lén lút như vậy, người chơi sẽ có quyền tiếp cận ba tiện ích kể từ khi bắt đầu phần chơi chiến dịch: điện thoại thông minh trở lại, có chế độ nhìn mới và khả năng hai kính mắt; một cây bút phi tiêu mới có thể bắn ba loại phi tiêu khác nhau, bao gồm phi tiêu đánh lạc hướng, gây sốc và phi tiêu thuốc an thần; và một chiếc đồng hồ đeo tay có thể theo dõi đối phương và bắn tia laser cùng lập bản đồ vị trí của quân địch và camera gần đó.
Một bổ sung đáng chú ý khác là sự kết hợp của hệ thống tiến triển XP (điểm kinh nghiệm). Người chơi có thể sử dụng XP để mở khóa và/hoặc nâng cấp các tiện ích, vũ khí (và những phụ tùng kèm theo) và khả năng thể chất của Bond. Các điểm đáng chú ý khác bao gồm có ít nhất một màn chơi điều khiển phương tiện trong mỗi nhiệm vụ, chức năng cận chiến dạng tự do mới cho phép người chơi điều khiển các cú đấm bằng gậy tương tự. Giống như mục chơi MI6 Ops Missions từ bản GoldenEye 007: Reloaded, Challenges sẽ đưa ra các nhiệm vụ bổ sung dựa trên các mục tiêu theo kiểu tấn công, tiêu diệt, hành động lén lút và phòng thủ, với độ khó có thể điều chỉnh. Điểm mới của phần chơi này sẽ là tùy chọn dùng để chơi các nhiệm vụ đặc biệt cho một số nhân vật phản diện và bạn đồng hành từ phần chơi đơn. Điểm số của người chơi sẽ được tải lên bảng xếp hạng trực tuyến.
Mục chơi mạng được hỗ trợ trên tất cả các nền tảng. Chia màn hình 4 người có sẵn để chơi ngoại tuyến cục bộ trong khi chơi trực tuyến sẽ có sức chứa lên đến 12 người chơi trong một trận đấu. Trải nghiệm mục chơi mạng của người chơi được biểu thị theo cấp độ của họ, chẳng hạn như Cấp độ 50 (00 Agent Grade 0). Ngoài ra còn có phần chơi 00 Specialization, tương tự như hệ thống Uy tín của Call of Duty. Ngoại hình nhân vật và bản đồ từ phần chơi đơn có sẵn cho người chơi. Người chơi cũng có thể trang bị các tiện ích để nâng cao khả năng của mình, chẳng hạn như tiện ích Fast Switch giúp giảm một nửa thời gian chuyển đổi vũ khí. Các màn chơi theo kịch bản được tiết lộ gồm có Conflict, Golden Gun, You Only Live Twice, Escalation, Data Miner, Team Conflict, Icarus và Black Box.

## Phát triển
007 Legends được phát triển trùng với lễ kỷ niệm 50 năm loạt phim James Bond. Bản này kết hợp những câu chuyện của sáu bộ phim Bond, một bộ phim được chọn từ loạt phim của mỗi diễn viên Bond và kể lại bằng một câu chuyện tổng thể gắn kết họ với nhau, về cuộc hành trình của James Bond, từ một điệp viên mới được rửa tội trở thành một đặc vụ có kinh nghiệm như 007.  Người chơi trải qua các màn chơi Bond mang tính cổ điển trong game với vai Daniel Craig là hóa thân của Bond, giống như phần làm lại năm 2010 của tựa game GoldenEye 007 dành cho hệ máy Nintendo Wii, và bản port sang PlayStation 3/Xbox 360 tên gọi GoldenEye 007: Reloaded. Tại buổi công bố tựa game này vào ngày 18 tháng 4 năm 2012, nhà phát hành Activision không bình luận về bộ phim nào sẽ được làm lại trong game, nhưng cho biết Skyfall sắp tới sẽ đóng vai trò là phần cuối cùng của trò chơi.
Moonraker là màn chơi đầu tiên trong game được nhà sản xuất tiết lộ, trong khi màn chơi thứ hai dựa trên bộ phim On Her Majesty's Secret Service. Goldfinger là màn chơi mở đầu trong game, trong khi Licence to Kill và Die Another Day cũng có trong cốt truyện. Màn chơi duy nhất không có trong đĩa trò chơi là màn "Skyfall", được phát hành vào ngày 20 tháng 11 năm 2012 dưới dạng nội dung tải về miễn phí (DLC), kể từ khi 007 Legends được phát hành một tuần trước khi Skyfall lần đầu tiên được công chiếu tại rạp. Bản DLC Skyfall có sẵn dành cho các hệ máy PlayStation 3, PC và Xbox 360 và gộp kèm đĩa trên Wii U. Bruce Feirstein, nhà biên kịch ba bộ phim và bốn tựa game thuộc vũ trụ James Bond, đã viết kịch bản cùng với Robin Matthews làm việc tại hãng Eurocom.

## Âm nhạc
Các nhà soạn nhạc từ bản phát hành trước trong dòng game này, GoldenEye 007, đều quay trở lại thực hiện phần nhạc cho 007 Legends. Kevin Kiner đảm nhận việc biên soạn và sáng tác nhạc phim, trong khi David Arnold viết bản phối khí của riêng mình cho ca khúc Goldfinger của loạt phim chính.

## Đón nhận
007 Legends nhận được đánh giá chung không thuận lợi từ giới phê bình game, theo trang web tổng hợp kết quả đánh giá Metacritic.
IGN cáo buộc tựa game này đã át đi những khoảnh khắc mang tính biểu tượng của loạt phim Bond bằng cách biến chúng thành một bản sao Call of Duty rẻ tiền và kém chất lượng, thêm vào đó là lối chơi nhàm chán và lặp đi lặp lại và việc sản xuất chỉ thực hiện một nỗ lực nửa vời nhằm ràng buộc việc tái tạo các bộ phim được chọn cùng nhau và việc thiếu đi phần cốt truyện bao quát tạo ra rất ít động lực để người chơi tiếp tục chơi game. Game Informer cũng phê bình trò chơi tương tự, mô tả nó là "một mớ hỗn độn của một tựa game không hấp dẫn ở mức hay nhất và gần như bị hỏng ở mức tồi tệ nhất", và trong khi bài đánh giá tán dương khái niệm làm lại phim dưới dạng trò chơi điện tử, nó cũng tấn công cơ chế lối chơi trong game là quá đơn giản khi người chơi chỉ việc làm theo lời gợi ý trên màn hình để thực hiện một số hành động nhất định, đã bị lối chơi hành động lén lút "thực sự khủng khiếp" phá vỡ.
The Globe and Mail đặt câu hỏi về việc lựa chọn các màn chơi trong game, cho rằng người hâm mộ coi chúng là một trong những phần tồi tệ nhất trong loạt phim Bond và game đã ném người chơi vào đống màn chơi này mà quá ít lời giải thích hoặc bối cảnh trong game, kết luận rằng tựa game này "có cảm giác như một bản nhái với kinh phí thấp của [...] Call of Duty". Frederick Charles Fripp của tờ IT News Africa nghĩ rằng "nó có thể là một tựa game hay hơn nữa nếu Eurocom tập trung nhiều hơn vào việc cải thiện đồ họa và thay đổi động thái của trò chơi từ một tựa game bắn súng khá tuyến tính sang một thứ gì đó phức tạp và gây nhiều hứng thú hơn một chút.  [sic]" Anh ta còn thêm điều này nữa "game dần lặp đi lặp lại một chút sau một thời gian, đặc biệt nếu người chơi không cảm thấy bị thách thức."
Một số lời khen ngợi dành cho mục chơi mạng chia màn hình trong game ra làm hai, với IGN chỉ ra rằng tính năng chia đôi màn hình được bản địa hóa là một tính năng thường bị bỏ qua trong các tựa game bắn súng góc nhìn người thứ nhất, trước khi nói thêm rằng có rất ít thứ để tách biệt phần nhiều người chơi của 007 Legends từ bản làm lại GoldenEye 007.
Do sự đón nhận và sụt giảm doanh số bán game console, Eurocom trong quý 4/2012 đã sa thải 150 người trong tổng số 200 nhân viên và quyết định tập trung vào mảng game di động. Ngày 4 tháng 1 năm 2013, các cửa hàng trực tuyến của Activision và Steam đã rút các phiên bản PC của các bản Quantum of Solace, Blood Stone và 007 Legends mà không có lời giải thích hoặc cảnh báo nào cả.  Các hành động tương tự xảy ra ngay sau đó trên Xbox Live và PlayStation Network cho các phiên bản Xbox 360 và PlayStation 3, cũng ảnh hưởng đến GoldenEye 007: Reloaded. 007 Legends được đề cử Thành tựu xuất sắc trong lĩnh vực viết kịch bản game (Outstanding Achievement in Video Game Writing) thuộc Giải thưởng Hội Nhà văn Mỹ.